# Grigorij Żeleznogorski

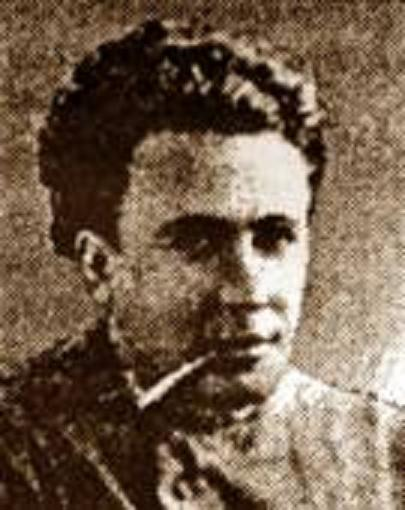
Grigorij Abramowicz Żeleznogorski

Grigorij Abramowicz Żeleznogorski (Ajzenberg) (ros. Григорий Абрамович Железногорский (Айзенберг), ur. 1896 w Taraszczy, zm. 22 września 1938) – radziecki prawnik, przewodniczący Sądu Najwyższego Ukraińskiej SRR (1934–1936), prokurator generalny Ukraińskiej SRR (1936–1937).

## Życiorys
W 1916 pracował jako nauczyciel, w latach 1916–1917 działał w partii eserowców, a 1917–1919 w partii lewicowych eserowców, w 1918 był przewodniczącym Rady Białej Cerkwi. Od 1919 należał do RKP(b) i pracował w organach wymiaru sprawiedliwości Ukraińskiej SRR, w latach 1922–1925 był prokuratorem guberni charkowskiej, a 1925–1926 okręgu charkowskiego, w latach 1929–1934 kierował pododdziałem prokuratury Ukraińskiej SRR nadzorującym organy GPU i jednocześnie był pomocnikiem prokuratora Ukraińskiej SRR i 1930–1934 członkiem Specjalnej Rady przy Kolegium GPU Ukraińskiej SRR. Od 17 czerwca 1934 do września 1936 był przewodniczącym Sądu Najwyższego Ukraińskiej SRR, od 5 września 1936 do 20 lipca 1937 prokuratorem generalnym Ukraińskiej SRR, a od 1937 do kwietnia 1938 konsultantem prawnym Ludowego Komisariatu Handlu Ukraińskiej SRR. 25 kwietnia 1938 został aresztowany podczas wielkiej czystki, następnie rozstrzelany.